# Kapitän Tenkes
Kapitän Tenkes (ungarisch A Tenkes kapitánya) ist eine ungarische Fernsehserie von 1963 nach dem gleichnamigen Abenteuerroman von Ferenc Örsi (1927–1994). Ihre 13 halbstündigen Folgen wurden 1965 erstmals im Fernsehen der DDR gezeigt. Zusätzlich entstand die 184-minütige Filmfassung Der Kapitän vom Tenkesberg, die 1966 als zweiteiliger Kinofilm in der DDR gezeigt wurde. In einer Bearbeitung von Lutz Hillmann wurde Der Kapitän vom Tenkesberg am 28. Juni 2007 in Bautzen als Theaterstück uraufgeführt.

## Handlung
Die Serie spielt zu Beginn des ungarischen Freiheitskampfes von Franz II. Rákóczi Anfang des 18. Jahrhunderts nahe dem südungarischen Siklós. Als ungarischer Robin Hood bekämpft Máté Eke (der „Kapitän“) mit Unterstützung der Bauern die habsburgische Fremdherrschaft. Sein Kontrahent ist der Kommandant der Burg Siklós, Baron Eckbert von Eberstein. Mit österreichischen Soldaten soll er im Namen des Kaisers die Kuruzenbewegung niederschlagen. Nach zahlreichen Abenteuern gelingt den Ungarn die Vertreibung der Habsburger aus Siklós.

## Folgen
1. Das Blutgeld (A vérdíj)
2. Menschenjagd (Az embervadászat)
3. Jakob Buga (Buga Jakab)
4. Der Viehhändler (A tőzsér)
5. Der Wunderdoktor (A fürdőmester)
6. Der Markt (A vásár)
7. Veronika (Veronika)
8. Der Scholar (A vándordiák)
9. Schießpulver (A puskapor)
10. Der Kriegsplan (A haditerv)
11. In der Gefangenschaft (Fogságban)
12. Keine Gnade (Nincs kegyelem)
13. Mit Schwert und Peitsche (Csattan az ostor)

## Synchronisation
Serie und Kinofilm wurden unterschiedlich synchronisiert, obwohl ihre Premieren nur ein gutes Jahr auseinander lagen. In der früher erstellten Synchronfassung der Serie, die sich auch auf der DVD befindet, hörte man Winfried Wagner als Kapitän Tenkes, Walter Niklaus als Baron Eberstein, Alfred Bohl als Siklosi, Horst Kempe als Jakob Buga, Astrid Bless als Veronika sowie (die einzigen, die ihre Rollen auch im Kinofilm behielten) Hans-Joachim Hegewald als Bruckenbacker und Käte Koch als Baron Amalie. Synchronregie im DEFA-Atelier Weimar führte Wolfgang Thal.